# Sphenoethmoidális varrat

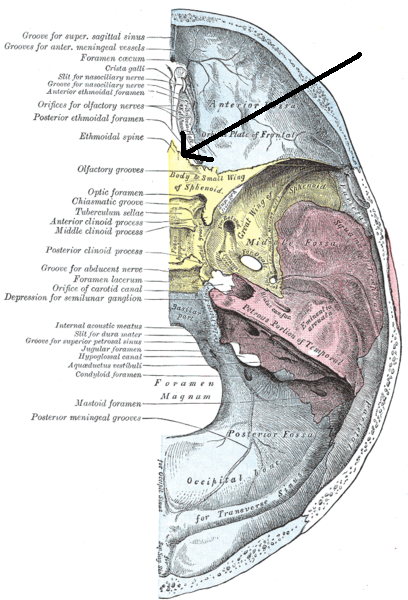
A képen nem látszik, de kb. ott van, ahova a nyíl mutat

A sphenoethmoidális varrat (latinul sutura sphenoethmoidalis) egy koponya varrat az ékcsont (os sphenoidale) és a rostacsont (os ethmoidale) között.